# Lago do Oeste
O Lago do Oeste (chinês tradicional: 西湖, pinyin: xī hú),  é um lago situado no centro de Hangzhou, na China. Famoso por suas paisagens e por seu patrimônio cultural. Possui pagodes, jardins e muitas construções históricas espalhadas por todo o lago.

## Patrimônio arquitetônico
São destaques do patrimônio do Lago: 
- Templo de Yue Fei (岳王廟), tumba e templo comemorativo a Yue Fei (岳飛).
- Templo de Lingyin (靈隱寺), monastério budista.
- Granjas de té Longjing (龍井茶園), zona conhecida pela qualidade de suas plantações de chá.
- Templo de Jingci.
- Manancial do Tigre Galopante (虎跑夢泉), manancial famoso por suas águas minerais
- Tumba de Su Xiao Xiao (蘇小小墓)
- Tumba de Wu Song (武松墓)
- Museu do Lago do Oeste dedicado ao patrimônio cultural do lago
- Diferentes pagodes: Pagode Leifeng, Pagode Baochu e Pagode Liuhe.

## UNESCO
A UNESCO inscreveu o Monumentos Históricos de Dengfeng como Patrimônio Mundial por "ter inspirado famosos poetas, pensadores e artistas desde o Século IX. O Lago do Oeste influenciou o desenho de jardins no resto da China bem como no Japão e Coreia durante os séculos e mostra um testemunho excepcional da tradição cultural paisagística criando uma série de vistas que refletem a fusão idealizada entre o homem e a natureza"